# Richard Appel
Richard James Appel (Nueva York, 21 de mayo de 1963) es un guionista y productor de programas de televisión.

## Carrera
Cuando asistía a la Universidad Harvard escribió artículos para el Harvard Lampoon. Desde entonces, ha trabajado como guionista para la serie animada Los Simpson, para Bernie Mac, Kitchen Confidential y King of the Hill, de la cual fue también productor ejecutivo. Creó y escribió dos episodios para la serie de la cadena FOX de corta duración A.U.S.A.. Está casado con Mona Simpson, la hermana del cofundador de Apple, Steve Jobs. Actualmente es coproductor ejecutivo en Family Guy.

## Trabajos como guionista

### Episodios deLos Simpson
Appel ha escrito o coescrito los siguientes episodios: 
- Mother Simpson
- Bart on the Road
- 22 Short Films About Springfield (coescritor)
- Bart After Dark
- The Secret War of Lisa Simpson
- The Two Mrs. Nahasapeemapetilons
- When You Dish Upon a Star

### Episodios deThe Bernie Mac Show
Ha escrito los siguientes episodios: 
- Eye of the Tiger
- That Old Mac Magic
- Stiff Upper Lip
- Nerdy Mac